# Draft WNBA 2012
2011 2013
La draft WNBA 2012 est la cérémonie annuelle de la draft WNBA lors de laquelle les franchises de la WNBA choisissent les joueuses dont elles pourront négocier les droits d’engagement.
Le choix s'opère dans un ordre déterminé par le classement de la saison précédente, les équipes les plus mal classés obtenant les premiers choix. Sont éligibles les joueuses américaines ou scolarisées aux États-Unis allant avoir 22 ans dans l'année calendaire de la draft, ou diplômées ou ayant entamé des études universitaires quatre ans auparavant. Les joueuses « internationales » (ni nées ni résidant aux États-Unis) sont éligibles si elles atteignent 20 ans dans l'année suivant la draft.
La draft se tient à Bristol (Connecticut) le 16 avril 2012.

## Loterie de la draft
La loterie de la draft désigne l’ordre des premiers choix de la draft 2012. Elle s’est tenue le 11 décembre 2011. Le Sparks de Los Angeles remporte le premier choix, bien que n'ayant guère plus de 10 % d'obtenir celui-ci, le Sky de Chicago le deuxième, le Lynx du Minnesota (via des droits détenus par le Mystics de Washington) le troisième et le Shock de Tulsa le quatrième, bien que cette franchise ait obtenu le plus mauvais bilan de la saison précédente. Les choix restants du premier tour et l’intégralité de ceux des tours suivants sont distribués dans l’ordre inverse des rapports victoire/défaite des équipes la  saison précédente.
Ci-dessous, les chances de chaque franchise d’obtenir les choix respectifs :
| Équipe                      | Bilan 2011 | Chances à la Loterie | Choix  | Choix  | Choix  | Choix  | Choix |
| Équipe                      | Bilan 2011 | Chances à la Loterie | 1er    | 2e     | 3e     | 4e     |       |
| --------------------------- | ---------- | -------------------- | ------ | ------ | ------ | ------ | ----- |
| Shock de Tulsa              | 3-31       | 44,2 %               | 44,2 % | 31,6 % | 18,1 % | 6,2 %  |       |
| Lynx du Minnesota (via WM)  | 6-28       | 27,6 %               | 27,6 % | 31,0 % | 27,0 % | 14,4 % |       |
| Sky de Chicago              | 14–20      | 17,8 %               | 17,8 % | 23,0 % | 31,7 % | 27,5 % |       |
| Sparks de Los Angeles       | 15-19      | 10,4 %               | 10,4 % | 14,5 % | 23,2 % | 52,0 % |       |
| en jaune l’équipe désignée. |            |                      |        |        |        |        |       |

Fin 2011, l'ailière de Stanford Nneka Ogwumike et la brésilienne Damiris Dantas sont citées parmi les favorites de la prochaine draft.

## Joueuses invitées
Le 11 avril, la WNBA a annoncé l’invitation de 15 joueuses à assister à la cérémonie de la draft*.
- LaSondra Barrett, LSU
- Vicki Baugh, Tennessee
- Sasha Goodlett, Georgia Tech
- Tiffany Hayes, Connecticut
- Glory Johnson, Tennessee
- Shenise Johnson, Miami (Floride)
- Lynetta Kizer, Maryland
- Natalie Novosel, Notre Dame
- Nneka Ogwumike, Stanford
- Devereaux Peters, Notre Dame
- Samantha Prahalis, Ohio State
- Kayla Standish, Gonzaga
- Shekinna Stricklen, Tennessee
- Riquna Williams, Miami (Floride)
- Julie Wojta, Phoenix de Green Bay (en)

## Transactions[4]
- 1er février 2011: Los Angeles acquiert un second tour de draft de Tulsa contre le transfert d'Andrea Riley.
- 11 avril 2011: Minnesota acquiert un second tour de draft d'Atlanta lors de l'échange Felicia Chester/Rachel Jarry.
- 11 avril 2011: Atlanta acquiert un second tour de draft de Washington contre le transfert de Lindsey Harding.
- 11 avril 2011: Washington acquiert un premier tour de draft d'Atlanta contre le transfert de Lindsey Harding.
- 11 avril 2011: Phoenix acquiert un troisième tour de draft de Connecticut contre le transfert de Tahnee Robinson.
- 11 avril 2011: Minnesota acquiert un second tour de draft de New York contre le transfert de Jessica Breland.
- 11 avril 2011: Minnesota acquiert un premier tour de draft from Washington contre le transfert de Nicky Anosike.
- 29 avril 2011: Indiana acquiert un troisième tour de draft de Seattle lors de l'échange à trois équipes impliquant Katie Smith et Erin Phillips.
- 29 avril 2011: Washington acquiert a un premier tour de draft de Seattle et un troisième tour de draft d'Indiana lors de l'échange à trois équipes impliquant Katie Smith et Erin Phillips.
- 29 avril 2011: Seattle acquiert un second tour de draft d'Indiana lors de l'échange à trois équipes impliquant Katie Smith et Erin Phillips.
- 2 mai 2011: Tulsa acquiert un second tour et un troisième tour de draft de San Antonio contre le transfert de Scholanda Robinson.
- 27 mai 2011: Minnesota reçoit le droit d'échanger son troisième tour de draft avec New York contre le transfert de Quanitra Hollingsworth.
- 1er juin 2011: Los Angeles acquiert un second tour de draft de Chicago contre le transfert de Lindsay Wisdom-Hylton.

## Draft

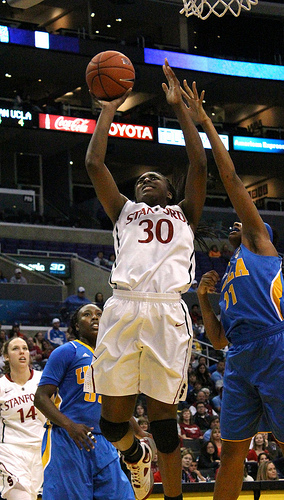
Nnemkadi Ogwumike, 1er choix de la Draft 2012

### Légende
|   | Signale une joueuse qui a été intronisé au Basketball Hall of Fame                                                         |
|   | Signale une joueuse qui a été sélectionnée pour au moins un match annuel WNBA All-Star Game et une sélection All-WNBA Team |
|   | Signale une joueuse qui a été sélectionnée pour au moins un match annuel WNBA All-Star Game                                |
|   | Signale une joueuse qui a été sélectionnée pour au moins une sélection All-WNBA Team                                       |
| R | Signale la joueuse qui a remporté le titre de WNBA Rookie of the Year                                                      |

### Premier tour
| Choix | Nom                      | Position      | Nationalité | Équipe                               | Provenance   |
| ----- | ------------------------ | ------------- | ----------- | ------------------------------------ | ------------ |
| 1     | Nneka Ogwumike R         | Ailière forte | États-Unis  | Sparks de Los Angeles                | Stanford     |
| 2     | Shekinna Stricklen       | Ailière       | États-Unis  | Storm de Seattle (via le Sky)        | Tennessee    |
| 3     | Devereaux Peters         | Ailière       | États-Unis  | Lynx du Minnesota (via les Mystics)  | Notre Dame   |
| 4     | Glory Johnson            | Ailière forte | États-Unis  | Shock de Tulsa                       | Tennessee    |
| 5     | Shenise Johnson          | Arrière       | États-Unis  | Silver Stars de San Antonio          | Miami (FL)   |
| 6     | Samantha Prahalis        | Meneuse       | États-Unis  | Mercury de Phoenix                   | Ohio State   |
| 7     | Kelley Cain              | Pivot         | États-Unis  | Liberty de New York                  | Tennessee    |
| 8     | Natalie Novosel          | Meneuse       | États-Unis  | Mystics de Washington (via le Dream) | Notre Dame   |
| 9     | Astan Dabo               | Pivot         | Mali        | Sun du Connecticut                   | Mali         |
| 10    | LaSondra Barrett         | Ailière       | États-Unis  | Mystics de Washington (via le Storm) | LSU          |
| 11    | Sasha Goodlett           | Pivot         | États-Unis  | Fever de l'Indiana                   | Georgia Tech |
| 12    | Damiris Dantas do Amaral | Pivot         | Brésil      | Lynx du Minnesota                    | Brésil       |

### Deuxième tour
| Choix | Nom              | Position | Nationalité | Équipe                                    | Provenance                       |
| ----- | ---------------- | -------- | ----------- | ----------------------------------------- | -------------------------------- |
| 13    | Farhiya Abdi     | Ailière  | Suède       | Sparks de Los Angeles (via le Shock)      | Frisco Sika (République tchèque) |
| 14    | Tiffany Hayes    | Arrière  | États-Unis  | Dream d'Atlanta (via les Mystics)         | Connecticut                      |
| 15    | Khadijah Rushdan | Meneuse  | États-Unis  | Sparks de Los Angeles (via le Sky)        | Rutgers                          |
| 16    | Tyra White       | Meneuse  | États-Unis  | Sparks de Los Angeles                     | Texas A&M                        |
| 17    | Riquna Williams  | Arrière  | États-Unis  | Shock de Tulsa (via le Silver Stars)      | Miami (FL)                       |
| 18    | Julie Wojta      | Arrière  | États-Unis  | Lynx du Minnesota (via le Mercury)        | Wisconsin-Green Bay              |
| 19    | Kayla Standish   | Ailière  | États-Unis  | Lynx du Minnesota (via le Liberty)        | Gonzaga                          |
| 20    | Nika Barič       | Meneuse  | Slovénie    | Lynx du Minnesota (via le Dream)          | Merkur Celjie (Slovénie)         |
| 21    | Chay Shegog      | Pivot    | États-Unis  | Sun du Connecticut                        | North Carolina                   |
| 22    | Keisha Hampton   | Ailière  | États-Unis  | Storm de Seattle                          | DePaul                           |
| 23    | Shey Peddy       | Meneuse  | États-Unis  | Sky de Chicago (via le Fever et le Storm) | Temple                           |
| 24    | C'eria Ricketts  | Meneuse  | États-Unis  | Mercury de Phoenix (via le Lynx)          | Arkansas                         |

### Troisième tour
| Choix | Nom                  | Position      | Nationalité | Équipe                               | Provenance          |
| ----- | -------------------- | ------------- | ----------- | ------------------------------------ | ------------------- |
| 25    | Vicki Baugh          | Ailière forte | États-Unis  | Shock de Tulsa                       | Tennessee           |
| 26    | Anjale Barrett       | Arrière       | États-Unis  | Mystics de Washington                | Maryland            |
| 27    | Sydney Carter        | Arrière       | États-Unis  | Sky de Chicago                       | Texas A&M           |
| 28    | April Sykes          | Arrière       | États-Unis  | Sparks de Los Angeles                | Rutgers             |
| 29    | Lynetta Kizer        | Pivot         | États-Unis  | Shock de Tulsa (via le Silver Stars) | Maryland            |
| 30    | Christine Flores     | Ailière       | États-Unis  | Mercury de Phoenix                   | Missouri            |
| 31    | Jacki Gemelos        | Meneuse       | États-Unis  | Lynx du Minnesota (via le Liberty)   | USC                 |
| 32    | Isabelle Yacoubou ,. | Pivot         | France      | Dream d'Atlanta                      | Ros Casares Valence |
| 33    | Amanda Johnson       | Ailière       | États-Unis  | Mercury de Phoenix (via le Sun)      | Oregon              |
| 34    | Courtney Hurt        | Ailière       | États-Unis  | Fever de l'Indiana (via le Storm)    | VCU                 |
| 35    | Briana Gilbreath     | Meneuse       | États-Unis  | Mystics de Washington (via le Fever) | USC                 |
| 36    | Katelan Redmon       | Arrière       | États-Unis  | Liberty de New York (via le Lynx)    | Gonzaga             |

## Pour approfondir

### Note
1. ↑  La joueuse nationale française n'était pas éligible pour être repêchée car elle est trop âgée. Les règles de la ligue stipulent que les joueurs internationaux ne peuvent être repêchés que l'année où ils atteignent l'âge de 20 ans. Yacoubou a 26 ans au moment de la draft. Atlanta peut la signer en tant qu'agent libre.